# Балта (Бурятия)
Балта́ (бур. Балта - молот) — улус в Мухоршибирском районе Бурятии. Входит в сельское поселение «Цолгинское».

## География
Расположен на западе района, на левобережье реки Сухары (в 1 км к югу от её русла), в 6 км к западу от центра сельского поселения — улуса Цолга, на автодороге местного значения Мухоршибирь — Балта, протяжённостью 53 км. В 2 км к западу от Балты проходит республиканская автодорога 03К-006 Улан-Удэ — Николаевский —Тарбагатай — Окино-Ключи.

## Население
| 2002 | 2010 |
| ---- | ---- |
| 424  | ↘301 |